# Wiedźmin (amerykański komiks)
Wiedźmin (org. The Witcher) – seria komiksowa wydawana oryginalnie przez Dark Horse Comics od 2014 roku. Przedstawia historie inspirowane cyklem o Wiedźminie Andrzeja Sapkowskiego oraz grami wydanymi przez CD Projekt Red.
Chociaż Dark Horse jest wydawcą amerykańskim to w projekcie biorą udział polscy twórcy: czwarta część została napisana i narysowana przez Polki (Aleksandra Motyka i Marianna Strychowska) a od części piątej scenarzystą jest Polak (Bartosz Sztybor). Polscy twórcy byli też autorami scenariuszy wszystkich adaptacji.
W Polsce seria ukazuje się nakładem wydawnictwa Egmont w formie albumów zbiorczych.

## Tytuły w serii
Nowe opowiadania, niemające oparcia w powieściach (za wyjątkiem "Dzieci lisicy" które odtwarzają fragment "Sezonu burz"):
| Tytuł tomu                         | Ilość stron | Data wydania polskiego       | Autorzy                                                        | Tytuł oryginalny                             | Daty wydań oryginalnych (zeszytowych)                  | Wydanie oryginalne (zbiorcze)                                | Data wydania oryginalnego (zbiorczego) |
| ---------------------------------- | ----------- | ---------------------------- | -------------------------------------------------------------- | -------------------------------------------- | ------------------------------------------------------ | ------------------------------------------------------------ | -------------------------------------- |
| Wiedźmin. Dom ze szkła             | 136         | 10 lutego 2015               | Paul Tobin (scenariusz), Joe Querio (rysunki)                  | The Witcher: House of Glass #1–5             | 19.03.2014 23.04.2014 21.05.2014 18.06.2014 16.07.2014 | The Witcher Volume 1: House of Glass                         | 24.09.2014                             |
| Wiedźmin. Dzieci lisicy            | 136         | 9 grudnia 2015               | Paul Tobin (senariusz), Joe Querio (rysunki)                   | The Witcher: Fox Children #1–5               | 1.04.2015 6.05.2015 3.06.2015 1.07.2015 5.08.2015      | The Witcher Volume 2: Fox Children                           | 16.12.2015                             |
| Wiedźmin. Jak zabijać potwory      | 56          | 31 maja 2016 (tylko cyfrowo) | Paul Tobin (senariusz), Max Bertolini (rysunki)                |                                              |                                                        | The Witcher: Killing Monsters                                | 19.05.2015                             |
| Wiedźmin. Klątwa kruków            | 128         | 30 kwietnia 2020             | Paul Tobin (scenariusz), Piotr Kowalski (rysunki)              | The Witcher: Curse of Crows #1–5             | 31.08.2016 5.10.2016 2.11.2016 7.12.2016 22.03.2017    | The Witcher Volume 3: Curse of Crows                         | 21.06.2017                             |
| Wiedźmin. Córka płomienia          | 108         | 30 kwietnia 2020             | Aleksandra Motyka (scenariusz), Marianna Strychowska (rysunki) | The Witcher: Of Flesh and Flame #1–4         | 19.12.2018 12.01.2019 20.02.2019 3.04.2019             | The Witcher Volume 4: Of Flesh and Flame                     | 17.07.2019                             |
| Wiedźmin. Zatarte wspomnienia      | 104         | 16 czerwca 2021              | Bartosz Sztybor (scenariusz), Amad Mir (rysunki)               | The Witcher: Fading Memories #1–4            | 25.11.2020 30.12.2020 27.01.2021 31.03.2021            | The Witcher Volume 5: Fading Memories                        | 18.07.2021                             |
| brak wydania polskiego             | 10 (32)     | brak wydania polskiego       | Bartosz Sztybor (scenariusz), Nil Vendrell (rysunki)           | The Witcher: Once Upon a Time in the Woods   |                                                        | Free Comic Book Day 2021: Critical Role / The Witcher        | 14.08.2021                             |
| Wiedźmin. Wiedźmi Lament.          | 112         | 26 stycznia 2022             | Bartosz Sztybor (scenariusz), Vanesa R. Del Rey (rysunki)      | The Witcher: Witch's Lament #1–4             | 26.05.2021 30.06.2021 28.07.2021 25.08.2021            | The Witcher Volume 6: Witch's Lament                         | 24.11.2021                             |
| brak wydania polskiego             | 10 (32)     | brak wydania polskiego       | Bartosz Sztybor (scenariusz), Fabio Violante (rysunki)         | The Witcher: Frog Kiss                       |                                                        | Free Comic Book Day 2023: The Umbrella Academy / The Witcher | 6.05.2023                              |
| Wiedźmin. Ballada o dwóch wilkach. | 112         | 25 października 2023         | Bartosz Sztybor (scenariusz), Miki Montllo (rysunki)           | The Witcher: The Ballad of Two Wolves #1–4   | 21.12.2022 25.01.2023 22.02.2023 6.04.2023             | The Witcher Volume 7: The Ballad of Two Wolves               | 19.09.2023                             |
| Wiedźmin. Dzikie zwierzęta.        | 112         | 4 grudnia 2024               | Bartosz Sztybor (scenariusz), Nataliia Rerekina (rysunki)      | The Witcher: Wild Animals #1–4               | 20.09.2022 25.10.2023 13.12.2023 14.02.2024            | The Witcher Volume 8: Wild Animals                           | 24.06.2024                             |
| Wiedźmin. Corvo Bianco             | 136         | październik 2025             | Bartosz Sztybor (scenariusz), Corrado Mastantuono (rysunki)    | The Witcher: Corvo Bianco #1–5               | 8.05.2024 12.06.2024 17.07.2024 11.09.2024 6.11.2024   | The Witcher Volume 9: Corvo Bianco                           | 25.03.2025                             |
| ?                                  | ?           | ?                            | Simon Spurrier (scenariusz), Stephen Green (rysunki)           | The Witcher: The Bear and the Butterfly #1–4 | 23.04.2025 25.06.2025 ?                                | ?                                                            | ?                                      |

### Wydania specjalne
| Wydanie oryginalne                   | Ilość stron | Data wydania oryginalnego | Zawartość | Uwagi                            |
| ------------------------------------ | ----------- | ------------------------- | --- | -------------------------------- |
| The Witcher Library Edition Volume 1 | 440         | 31.10.2018                | House of Glass #1-#5 Fox Children #1-#5 Curse of Crows #1-#5 Killing Monsters okładki szkice                     | twarda oprawa powiększony format |
| The Witcher Omnibus                  | 440         | 20.11.2019                | House of Glass #1-#5 Fox Children #1-#5 Curse of Crows #1-#5 Killing Monsters okładki szkice                     |                                  |
| The Witcher Library Edition Volume 2 | 336         | 14.09.2022                | Of Flesh and Flame #1-#4 Fading Memories #1-#4 Witch's Lament #1-#4 Once Upon a Time in the Woods okładki szkice | twarda oprawa powiększony format |
| The Witcher Omnibus Volume 2         | 336         | 4.10.2023                 | Of Flesh and Flame #1-#4 Fading Memories #1-#4 Witch's Lament #1-#4 Once Upon a Time in the Woods okładki szkice |                                  |
| The Witcher Library Edition Volume 3 | 328         | 26.08.2025                | The Ballad of Two Wolves #1–#4 Wild Animals #1–#4 Corvo Bianco #1–#5 Frog Kiss okładki szkice                    | twarda oprawa powiększony format |

## Adaptacje opowiadań
| Tytuł tomu                  | Ilość stron | Data wydania polskiego | Autorzy                                                  | Wydanie oryginalne                 | Data wydania oryginalnego |
| --------------------------- | ----------- | ---------------------- | -------------------------------------------------------- | ---------------------------------- | ------------------------- |
| Wiedźmin. Ziarno prawdy     | 56          | 10 sierpnia 2022       | Jacek Rembiś (scenariusz), Jonas Scharf (rysunki)        | The Witcher: A Grain of Truth      | 27.04.2022                |
| Wiedźmin. Mniejsze zło      | 56          | 6 grudnia 2023         | Jacek Rembiś (senariusz), Adam Gorham (rysunki)          | The Witcher: The Lesser Evil       | 22.12.2023                |
| Wiedźmin. Kraniec świata    | 56          | 16 lipca 2025          | Magdalena Salik (senariusz), Tommaso Bennato (rysunki)   | The Witcher: The Edge of the World | 21.01.2025                |
| Wiedźmin. Kwestia ceny      | 56          | ?                      | Marta Krajewska (senariusz), Matte Bitt (rysunki)        | The Witcher: A Question of Price   | 29.07.2025                |
| Wiedźmin                    | ?           | ?                      | Aleksandra Zielińska (senariusz), Mike Dowling (rysunki) | The Witcher                        | ?                         |
| Wiedźmin. Ostatnie życzenie | ?           | ?                      | Marcin Zwierzchowski (senariusz), Fran Galàn (rysunki)   | The Witcher: The Last Wish         | ?                         |